# Mieczysław Żelaznowski
Mieczysław Żelaznowski (ur. 18 kwietnia 1937 we Lwowie, zm. 19 lipca 2024 we Wrocławiu) – polski kolarz i trener kolarstwa, pracujący w Dolmelu Wrocław, m.in. trener Ryszarda Szurkowskiego.

## Życiorys
Jego ojciec, Jan Żelaznowski był kolejarzem. Po II wojnie światowej zamieszkał z rodzicami w Bralinie, tam ukończył szkołę podstawową. Następnie uczył się liceum elektrycznym we Wrocławiu i rozpoczął treningi kolarskie. Po ukończeniu szkoły został pracownikiem wrocławskiego Dolmelu i zawodnikiem sekcji kolarskiej działającego przy tym klubie sportowego (wówczas pod nazwą RKS M-5, od 1956 RKS Olimpia). W 1957 był sklasyfikowany na 3. miejscu w okręgu dolnośląskim wśród zawodników z tzw. kartą wyścigową (bez licencji zawodniczej), w 1958 został w okręgu klasyfikowany na 7. miejscu wśród zawodników z licencją, w 1960 na 1. miejscu wśród zawodników z tzw. licencją I i II i został powołany do szerokiej kadry przed Wyścigiem Pokoju, w 1961 na 3. miejscu, w 1962 na 12. miejscu, w 1963 na 11. miejscu wśród zawodników z licencja I i II. W latach 1958–1960 odbywał służbę wojskową i był wówczas zawodnikiem CWKS Legii Warszawa i Odry Brzeg. Następnie powrócił do macierzystego klubu.
W latach 1962–1992 był trenerem w Dolmelu Wrocław (klub nazwę tę przyjął w połowie lat 60.). Jego najwybitniejszymi zawodnikami byli Ryszard Szurkowski (od jesieni 1967), Jan Brzeźny, Henryk Charucki, Jan Faltyn. W latach 1985–1993 był członkiem zarządu Polskiego Związku Kolarskiego, w tym w latach 1991-1993 członkiem prezydium.
W 2010 został odznaczony Krzyżem Oficerskim Orderu Odrodzenia Polski.